# Temporada da NFL de 2007
O Temporada de 2007 da NFL foi a 88ª temporada regular da National Football League, a liga profissional estadunidense de futebol americano. A temporada regular foi disputada entre 6 de setembro a 30 de dezembro.
O New England Patriots fez história ao terminar a temporada regular invicto, sendo o primeiro time a ter um "temporada perfeita" desde que a liga se redesenhou em um modelo de 16 jogos por temporada em 1978. Seguiu-se quatro semanas de playoffs que começaram em 5 de janeiro de 2008, e terminou no Super Bowl XLII onde os Patriots perderam para o New York Giants por 17 a 14 no University of Phoenix Stadium em Glendale, Arizona em 3 de fevereiro, numa das maiores zebras da história do futebol americano.

## Classificação

### Classificação da temporada regular
V = Vitórias, D = Derrotas, E = Empates, PCT = Percentual de vitórias, PF= Pontos Feitos, PS = Pontos sofridos
Nota: Times de verde são os que asseguraram vaga nos playoffs
| AFC East                 |    |    |   |       |     |     |
| Time                     | V  | D  | E | PCT   | PF  | PS  |
| (1) New England Patriots | 16 | 0  | 0 | 1.000 | 589 | 274 |
| Buffalo Bills            | 7  | 9  | 0 | .438  | 252 | 354 |
| New York Jets            | 4  | 12 | 0 | .250  | 268 | 355 |
| Miami Dolphins           | 1  | 15 | 0 | .063  | 267 | 437 |
| AFC North                |    |    |   |       |     |     |
| Time                     | V  | D  | E | PCT   | PF  | PS  |
| (4) Pittsburgh Steelers  | 10 | 6  | 0 | .625  | 393 | 269 |
| Cleveland Browns         | 10 | 6  | 0 | .625  | 402 | 382 |
| Cincinnati Bengals       | 7  | 9  | 0 | .438  | 380 | 385 |
| Baltimore Ravens         | 5  | 11 | 0 | .313  | 275 | 384 |
| AFC South                |    |    |   |       |     |     |
| Time                     | V  | D  | E | PCT   | PF  | PS  |
| (2) Indianapolis Colts   | 13 | 3  | 0 | .813  | 450 | 262 |
| (5) Jacksonville Jaguars | 11 | 5  | 0 | .688  | 411 | 304 |
| (6) Tennessee Titans     | 10 | 6  | 0 | .625  | 301 | 297 |
| Houston Texans           | 8  | 8  | 0 | .500  | 379 | 384 |
| AFC West                 |    |    |   |       |     |     |
| Time                     | V  | D  | E | PCT   | PF  | PS  |
| (3) San Diego Chargers   | 11 | 5  | 0 | .688  | 412 | 284 |
| Denver Broncos           | 7  | 9  | 0 | .438  | 320 | 409 |
| Kansas City Chiefs       | 4  | 12 | 0 | .250  | 226 | 335 |
| Oakland Raiders          | 4  | 12 | 0 | .250  | 283 | 398 |

| NFC East                 |    |    |   |      |     |     |
| Time                     | V  | D  | E | PCT  | PF  | PS  |
| (1) Dallas Cowboys       | 13 | 3  | 0 | .813 | 455 | 325 |
| (5) New York Giants      | 10 | 6  | 0 | .625 | 373 | 351 |
| (6) Washington Redskins  | 9  | 7  | 0 | .563 | 334 | 310 |
| Philadelphia Eagles      | 8  | 8  | 0 | .500 | 336 | 300 |
| NFC North                |    |    |   |      |     |     |
| Time                     | V  | D  | E | PCT  | PF  | PS  |
| (2) Green Bay Packers    | 13 | 3  | 0 | .813 | 435 | 291 |
| Minnesota Vikings        | 8  | 8  | 0 | .500 | 365 | 311 |
| Detroit Lions            | 7  | 9  | 0 | .438 | 346 | 444 |
| Chicago Bears            | 7  | 9  | 0 | .438 | 334 | 348 |
| NFC South                |    |    |   |      |     |     |
| Time                     | V  | D  | E | PCT  | PF  | PS  |
| (4) Tampa Bay Buccaneers | 9  | 7  | 0 | .563 | 334 | 270 |
| Carolina Panthers        | 7  | 9  | 0 | .438 | 267 | 347 |
| New Orleans Saints       | 7  | 9  | 0 | .438 | 379 | 388 |
| Atlanta Falcons          | 4  | 12 | 0 | .250 | 259 | 414 |
| NFC West                 |    |    |   |      |     |     |
| Time                     | V  | D  | E | PCT  | PF  | PS  |
| (3) Seattle Seahawks     | 10 | 6  | 0 | .625 | 393 | 291 |
| Arizona Cardinals        | 8  | 8  | 0 | .500 | 404 | 399 |
| San Francisco 49ers      | 5  | 11 | 0 | .313 | 219 | 364 |
| St. Louis Rams           | 3  | 13 | 0 | .188 | 263 | 438 |

Desempate
- Pittsburgh terminou na 1ª posição na AFC North em cima de Cleveland baseado no confronto direto.

- Detroit terminou na 3ª posição na NFC North em cima de Chicago baseado no confronto direto.

- Carolina terminou na 2ª posição na NFC South em cima de New Orleans baseado numa melhor performance dentro da conferência (7–5 contra 6–6 de New Orleans).

- Kansas City terminou na 3ª posição na AFC West em cima de Oakland baseado num melhor retrospecto no confronto com adversários em comum. (3–11 contra 2–12 de Oakland).

- Tennessee terminou na 6ª posição na AFC em cima de Cleveland baseado num melhor retrospecto no confronto com adversários em comum. (4–1 contra 3–2 de Cleveland).

- Dallas terminou na 1ª posição na NFC em cima de Green Bay baseado no confronto direto.

## Playoffs
|  |                                      |                                      |                                      |                 |                 |                               |                                  |                               |                               |                               |                               |                                                |                                                |                                                |  |  |  |  |
|  | 6 de janeiro - Raymond James Stadium | 6 de janeiro - Raymond James Stadium | 6 de janeiro - Raymond James Stadium |                 |                 | 13 de janeiro - Texas Stadium | 13 de janeiro - Texas Stadium    | 13 de janeiro - Texas Stadium |                               |                               |                               |                                                |                                                |                                                |  |  |  |  |
|  | 6 de janeiro - Raymond James Stadium | 6 de janeiro - Raymond James Stadium | 6 de janeiro - Raymond James Stadium |                 |                 | 13 de janeiro - Texas Stadium | 13 de janeiro - Texas Stadium    | 13 de janeiro - Texas Stadium |                               |                               |                               |                                                |                                                |                                                |  |  |  |  |
|  | 6 de janeiro - Raymond James Stadium | 6 de janeiro - Raymond James Stadium | 6 de janeiro - Raymond James Stadium |                 |                 | 13 de janeiro - Texas Stadium | 13 de janeiro - Texas Stadium    | 13 de janeiro - Texas Stadium |                               |                               |                               |                                                |                                                |                                                |  |  |  |  |
|  | 6 de janeiro - Raymond James Stadium | 6 de janeiro - Raymond James Stadium | 6 de janeiro - Raymond James Stadium |                 |                 | 13 de janeiro - Texas Stadium | 13 de janeiro - Texas Stadium    | 13 de janeiro - Texas Stadium |                               |                               |                               |                                                |                                                |                                                |  |  |  |  |
|  | 5                                    | N.Y. Giants                          | 24                                   |                 |                 | 13 de janeiro - Texas Stadium | 13 de janeiro - Texas Stadium    | 13 de janeiro - Texas Stadium |                               |                               |                               |                                                |                                                |                                                |  |  |  |  |
|  | 5                                    | N.Y. Giants                          | 24                                   | 5               | N.Y. Giants     | 21                            |                                  |                               |                               |                               |                               |                                                |                                                |                                                |  |  |  |  |
|  | 4                                    | Tampa Bay                            | 14                                   | 5               | N.Y. Giants     | 21                            |                                  |                               | 20 de janeiro - Lambeau Field | 20 de janeiro - Lambeau Field | 20 de janeiro - Lambeau Field |                                                |                                                |                                                |  |  |  |  |
|  | 4                                    | Tampa Bay                            | 14                                   | 1               | Dallas          | 17                            |                                  |                               | 20 de janeiro - Lambeau Field | 20 de janeiro - Lambeau Field | 20 de janeiro - Lambeau Field |                                                |                                                |                                                |  |  |  |  |
|  |                                      |                                      |                                      | 1               | Dallas          | 17                            |                                  |                               | 20 de janeiro - Lambeau Field | 20 de janeiro - Lambeau Field | 20 de janeiro - Lambeau Field |                                                |                                                |                                                |  |  |  |  |
|  | NFC                                  |                                      |                                      |                 |                 |                               |                                  |                               | 20 de janeiro - Lambeau Field | 20 de janeiro - Lambeau Field | 20 de janeiro - Lambeau Field |                                                |                                                |                                                |  |  |  |  |
|  | 5 de janeiro - Qwest Field           | 5 de janeiro - Qwest Field           | 5 de janeiro - Qwest Field           | 5               | N.Y. Giants     | 23                            |                                  |                               |                               |                               |                               |                                                |                                                |                                                |  |  |  |  |
|  | 5 de janeiro - Qwest Field           | 5 de janeiro - Qwest Field           | 5 de janeiro - Qwest Field           | 5               | N.Y. Giants     | 23                            | 12 de janeiro - Lambeau Field    |                               |                               |                               |                               |                                                |                                                |                                                |  |  |  |  |
|  | 5 de janeiro - Qwest Field           | 5 de janeiro - Qwest Field           | 5 de janeiro - Qwest Field           |                 | 2               | Green Bay                     | 20                               |                               |                               |                               |                               |                                                |                                                |                                                |  |  |  |  |
|  | 5 de janeiro - Qwest Field           | 5 de janeiro - Qwest Field           | 5 de janeiro - Qwest Field           |                 | 2               | Green Bay                     | 20                               |                               |                               |                               |                               |                                                |                                                |                                                |  |  |  |  |
|  | 6                                    | Washington                           | 14                                   | Campeão da NFC  | Campeão da NFC  | Campeão da NFC                |                                  |                               |                               |                               |                               |                                                |                                                |                                                |  |  |  |  |
|  | 6                                    | Washington                           | 14                                   | Campeão da NFC  | Campeão da NFC  | Campeão da NFC                | 3                                | Seattle                       | 20                            |                               |                               |                                                |                                                |                                                |  |  |  |  |
|  | 3                                    | Seattle                              | 35                                   | Campeão da NFC  | Campeão da NFC  | Campeão da NFC                | 3                                | Seattle                       | 20                            |                               |                               | 3 de fevereiro - University of Phoenix Stadium | 3 de fevereiro - University of Phoenix Stadium | 3 de fevereiro - University of Phoenix Stadium |  |  |  |  |
|  | 3                                    | Seattle                              | 35                                   | Campeão da NFC  | Campeão da NFC  | Campeão da NFC                | 2                                | Green Bay                     | 42                            |                               |                               | 3 de fevereiro - University of Phoenix Stadium | 3 de fevereiro - University of Phoenix Stadium | 3 de fevereiro - University of Phoenix Stadium |  |  |  |  |
|  | Playoffs de Wild Card                |                                      |                                      |                 |                 |                               | 2                                | Green Bay                     | 42                            |                               |                               | 3 de fevereiro - University of Phoenix Stadium | 3 de fevereiro - University of Phoenix Stadium | 3 de fevereiro - University of Phoenix Stadium |  |  |  |  |
|  | Playoffs de Divisão                  |                                      |                                      |                 |                 |                               |                                  |                               |                               |                               |                               | 3 de fevereiro - University of Phoenix Stadium | 3 de fevereiro - University of Phoenix Stadium | 3 de fevereiro - University of Phoenix Stadium |  |  |  |  |
|  | 6 de janeiro - Qualcomm Stadium      | 6 de janeiro - Qualcomm Stadium      | 6 de janeiro - Qualcomm Stadium      | N5              | N.Y Giants      | 17                            |                                  |                               |                               |                               |                               |                                                |                                                |                                                |  |  |  |  |
|  | 6 de janeiro - Qualcomm Stadium      | 6 de janeiro - Qualcomm Stadium      | 6 de janeiro - Qualcomm Stadium      | N5              | N.Y Giants      | 17                            | 13 de janeiro - RCA Dome         |                               |                               |                               |                               |                                                |                                                |                                                |  |  |  |  |
|  | 6 de janeiro - Qualcomm Stadium      | 6 de janeiro - Qualcomm Stadium      | 6 de janeiro - Qualcomm Stadium      |                 | A1              | New England                   | 14                               |                               |                               |                               |                               |                                                |                                                |                                                |  |  |  |  |
|  | 6 de janeiro - Qualcomm Stadium      | 6 de janeiro - Qualcomm Stadium      | 6 de janeiro - Qualcomm Stadium      |                 | A1              | New England                   | 14                               |                               |                               |                               |                               |                                                |                                                |                                                |  |  |  |  |
|  | 6                                    | Tennessee                            | 6                                    | Super Bowl XLII | Super Bowl XLII | Super Bowl XLII               |                                  |                               |                               |                               |                               |                                                |                                                |                                                |  |  |  |  |
|  | 6                                    | Tennessee                            | 6                                    | Super Bowl XLII | Super Bowl XLII | Super Bowl XLII               | 3                                | San Diego                     | 28                            |                               |                               |                                                |                                                |                                                |  |  |  |  |
|  | 3                                    | San Diego                            | 17                                   | Super Bowl XLII | Super Bowl XLII | Super Bowl XLII               | 3                                | San Diego                     | 28                            |                               |                               | 20 de janeiro - Gillette Stadium               | 20 de janeiro - Gillette Stadium               | 20 de janeiro - Gillette Stadium               |  |  |  |  |
|  | 3                                    | San Diego                            | 17                                   | Super Bowl XLII | Super Bowl XLII | Super Bowl XLII               | 2                                | Indianapolis                  | 24                            |                               |                               | 20 de janeiro - Gillette Stadium               | 20 de janeiro - Gillette Stadium               | 20 de janeiro - Gillette Stadium               |  |  |  |  |
|  |                                      |                                      |                                      |                 |                 |                               | 2                                | Indianapolis                  | 24                            |                               |                               | 20 de janeiro - Gillette Stadium               | 20 de janeiro - Gillette Stadium               | 20 de janeiro - Gillette Stadium               |  |  |  |  |
|  | AFC                                  |                                      |                                      |                 |                 |                               |                                  |                               |                               |                               |                               | 20 de janeiro - Gillette Stadium               | 20 de janeiro - Gillette Stadium               | 20 de janeiro - Gillette Stadium               |  |  |  |  |
|  | 5 de janeiro - Heinz Field           | 5 de janeiro - Heinz Field           | 5 de janeiro - Heinz Field           | 3               | San Diego       | 12                            |                                  |                               |                               |                               |                               |                                                |                                                |                                                |  |  |  |  |
|  | 5 de janeiro - Heinz Field           | 5 de janeiro - Heinz Field           | 5 de janeiro - Heinz Field           | 3               | San Diego       | 12                            | 12 de janeiro - Gillette Stadium |                               |                               |                               |                               |                                                |                                                |                                                |  |  |  |  |
|  | 5 de janeiro - Heinz Field           | 5 de janeiro - Heinz Field           | 5 de janeiro - Heinz Field           |                 | 1               | New England                   | 21                               |                               |                               |                               |                               |                                                |                                                |                                                |  |  |  |  |
|  | 5 de janeiro - Heinz Field           | 5 de janeiro - Heinz Field           | 5 de janeiro - Heinz Field           |                 | 1               | New England                   | 21                               |                               |                               |                               |                               |                                                |                                                |                                                |  |  |  |  |
|  | 5                                    | Jacksonville                         | 31                                   | Campeão da AFC  | Campeão da AFC  | Campeão da AFC                |                                  |                               |                               |                               |                               |                                                |                                                |                                                |  |  |  |  |
|  | 5                                    | Jacksonville                         | 31                                   | Campeão da AFC  | Campeão da AFC  | Campeão da AFC                | 5                                | Jacksonville                  | 20                            |                               |                               |                                                |                                                |                                                |  |  |  |  |
|  | 4                                    | Pittsburgh                           | 29                                   | Campeão da AFC  | Campeão da AFC  | Campeão da AFC                | 5                                | Jacksonville                  | 20                            |                               |                               |                                                |                                                |                                                |  |  |  |  |
|  | 4                                    | Pittsburgh                           | 29                                   | Campeão da AFC  | Campeão da AFC  | Campeão da AFC                | 1                                | New England                   | 31                            |                               |                               |                                                |                                                |                                                |  |  |  |  |
|  |                                      |                                      |                                      |                 |                 |                               | 1                                | New England                   | 31                            |                               |                               |                                                |                                                |                                                |  |  |  |  |

## Marcas importantes
Os seguintes times e jogadores quebraram recordes da NFL durante esta temporada:
| Recorde | Jogador/Time                                    | Data/Oponente                                            | Antigo recorde                                                                          |
| --- | ----------------------------------------------- | -------------------------------------------------------- | --------------------------------------------------------------------------------------- |
| Maior retorno de Kickoff                                                                                             | Ellis Hobbs, New England (108 jardas)           | 9 de setembro, contra o N.Y. Jets                        | Empatado com outros 3 jogadores (106)                                                   |
| Maior número de vitórias em temporada regular por um quarterback, Carreira                                           | Brett Favre, Green Bay (160)                    | 16 de setembro, contra N.Y. Giants                       | John Elway, 1983-1998 (148)                                                             |
| Maior número de passes para TD, Carreira                                                                             | Brett Favre, Green Bay (442)                    | 30 de setembro, contra Minnesota                         | Dan Marino, 1983-1999 (420)                                                             |
| Maior número de passes tentados, Carreira                                                                            | Brett Favre, Green Bay (8,758)                  | 30 de setembro, contra Minnesota                         | Dan Marino, 1983-1999 (8,358)                                                           |
| Maior número de pontos marcados por um time, Quarto Período                                                          | Detroit Lions (34)                              | 30 de setembro, vs. Chicago                              | Empatado com outros 3 times (31)                                                        |
| Maior número de vitórias seguidas com uma vantagem de 20 ou mais pontos, começo de temporada                         | New England Patriots (4)                        | 1 de outubro, vs. Cincinnati                             | 1920 Buffalo All-Americans (4, incluindo times semi-proffissionais)                     |
| Maior número de recepções pra touchdown por um Tight End, Carreira                                                   | Tony Gonzalez, Kansas City (66)                 | Cincinnati                                               | Shannon Sharpe, 1990-2003 (62)                                                          |
| Maior número de passes interceptados, Carreira                                                                       | Brett Favre, Green Bay (288)                    | 14 de outubro, vs. Washington                            | George Blanda, 1949-1975 (277)                                                          |
| Maior número de Field Goals, Jogo                                                                                    | Rob Bironas, Tennessee (8)                      | 21 de outubro, at Houston                                | Empatado com outros 4 jogados (7)                                                       |
| Maior número de temporadas em um estádio                                                                             | Lambeau Field, Green Bay Packers                | 2007 foi a 51ª temporada.                                | Wrigley Field, Chicago Bears (50 anos, 1921-1970)                                       |
| Maior retorno depois de um Field Goal perdido/ Maior jogada na história da NFL                                       | Antonio Cromartie, San Diego (109 jardas)       | 4 de novembro, contra Minnesota                          | Empatada com outros 2 jogados (108 jardas) / Empatado com outros 3 jogados (108 jardas) |
| Maior número de jardas terrestres, Jogo                                                                              | Adrian Peterson, Minnesota (296)                | 4 de novembro, vs. San Diego                             | Jamal Lewis, 2003 (295)                                                                 |
| Maior número de jogos consecutivos com pelo menos 3 touchdowns                                                       | Tom Brady, New England (10 games)               | 4 de novembro, contra Indianapolis                       | Peyton Manning (8 jogos)                                                                |
| Maior número de jogos com pelo menos 3 touchdowns, Carreira                                                          | Brett Favre, Green Bay (63)                     | 22 de novembro, contra Detroit                           | Dan Marino, 1983-1999 (62)                                                              |
| Maior número de jardas aéreas, Carreira                                                                              | Brett Favre, Green Bay (61,655)                 | 16 de dezembro, contra St. Louis                         | Dan Marino, 1983-1999 (61,361)                                                          |
| Maior número de temporadas seguidas com pelo menos 12 vitórias                                                       | 2003, Indianapolis (5)                          | 16 de dezembro, contra Oakland                           | 1992-1995 Dallas (4)                                                                    |
| Maior número de Touchdowns feitos, Temporada                                                                         | New England Patriots (75)                       | 23 de dezembro, vs. Miami                                | Miami Dolphins, 1984 (69)                                                               |
| Maior número de extra-points feitos, Temporada/ Maior número de extra-points tentados, Temporada                     | Stephen Gostkowski, New England (74/74)         | 16 de dezembro, vs. N.Y. Jets/ 23 de dezembro, vs. Miami | Uwe von Schamann, 1984 (66 EPs) / Uwe von Schamann, 1984 (70 ten)                       |
| Maior número de pontos, Temporada                                                                                    | New England Patriots (589)                      | 29 de dezembro, contra o N.Y. Giants                     | Minnesota, 1998 (556)                                                                   |
| Maior número de passes para Touchdown, Temporada                                                                     | Tom Brady, New England (50)                     | 29 de dezembro, contra o N.Y. Giants                     | Peyton Manning, Indianapolis, 2004 (49)                                                 |
| Maior número de recepções para Touchdowns, Temporada                                                                 | Randy Moss, New England (23)                    | 29 de dezembro, contra o N.Y. Giants                     | Jerry Rice, San Francisco, 1987 (22)                                                    |
| Maior número de extra-points, sem errar, Temporada                                                                   | Stephen Gostkowski, New England (74/74)         | 29 de dezembro, contra o N.Y. Giants                     | Jeff Wilkins, St. Louis, 1999 (64/64)                                                   |
| Maior número de vitórias, Temporada                                                                                  | New England (16)                                | 29 de dezembro, contra o N.Y. Giants                     | Empatado com outros 4 times (15)                                                        |
| Maior número de vitórias seguidas, começo de temporada/ Maior número de jogos sem ser derrotado, começo de temporada | New England (16)                                | 29 de dezembro, contra o N.Y. Giants                     | Miami, 1972 (14)                                                                        |
| Maior número de vitórias seguidas, fim de temporada/ Maior número de jogos sem ser derrotado, fim de temporada       | New England (16)                                | 29 de dezembro, contra o N.Y. Giants                     | Empatado com outros 2 times (14)                                                        |
| Maior número de vitórias consecutivas em temporada regular                                                           | New England, 2006-07 (19)                       | 29 de dezembro, contra o N.Y. Giants                     | New England, 2003-04 (18)                                                               |
| Maior número de retorno de chute para Touchdown, Temporada                                                           | Devin Hester, Chicago (6: 4 punts e 2 kickoffs) | 30 de dezembro, vs. New Orleans                          | Devin Hester, 2006 (5: 3 punts e 2 kickoffs)                                            |
| Maior número de passes completados, Temporada                                                                        | Drew Brees, New Orleans (443)                   | 30 de dezembro, at Chicago                               | Rich Gannon, Oakland, 2002 (418)                                                        |
| Maior número de recepções por um Tight End, Carreira                                                                 | Tony Gonzalez, Kansas City (816)                | 30 de dezembro, contra o N.Y. Jets                       | Shannon Sharpe, 1990-2003 (815)                                                         |

## Lideres em estatísticas na Temporada Regular
| Time                            | Time                                                                       |
| ------------------------------- | -------------------------------------------------------------------------- |
| Pontos marcados                 | New England Patriots (589)                                                 |
| Total de Jardas                 | New England Patriots (6,580)                                               |
| Jardas Terrestres               | Minnesota Vikings (2,634)                                                  |
| Jardas Aéreas                   | New England Patriots (4,731)                                               |
| Menos pontos cedidos            | Indianapolis Colts (262)                                                   |
| Menos jardas totais cedidas     | Pittsburgh Steelers (4,262)                                                |
| Menos jardas terrestres cedidas | Minnesota Vikings (1,185)                                                  |
| Menos jardas aéreas cedidas     | Tampa Bay Buccaneers (2,728)                                               |
| Individual                      |                                                                            |
| Pontos                          | Mason Crosby, Green Bay (141 points)                                       |
| Touchdowns                      | Randy Moss, New England (23 TDs)                                           |
| Mais field goals tentados       | Rob Bironas, Tennessee (35 FGs)                                            |
| Jardas Terrestres               | LaDainian Tomlinson, San Diego (1,474 jardas)                              |
| Rating                          | Tom Brady, New England (117.2 rating)                                      |
| Mais passes para Touchdowns     | Tom Brady, New England (50 TDs)                                            |
| Jardas aéreas                   | Tom Brady, New England (4,806 jardas)                                      |
| Recepções                       | T. J. Houshmandzadeh, Cincinnati e Wes Welker, New England (112 recepções) |
| Jardas de recpção               | Reggie Wayne, Indianapolis (1,510 jardas)                                  |
| Punts retornados                | Devin Hester, Chicago (42 para 651 jardas, 15.5 de média por retorno)      |
| Kickoffs retornados             | Josh Cribbs, Cleveland (59 para 1,809 jardas, 30.7 de média por retorno)   |
| Interceptações                  | Antonio Cromartie, San Diego (10)                                          |
| Punts                           | Shane Lechler, Oakland (73 para 3,585 jardas, 49.1 de média por punt)      |
| Sacks                           | Jared Allen, Kansas City (15.5)                                            |

## Prêmios
| Jogador Mais Valioso:                                             | Tom Brady, New England Patriots                  |
| NFL Coach of the Year (Treinador do Ano):                         | Bill Belichick, New England Patriots             |
| NFL Offensive Player of the Year (Jogador Ofensivo do Ano):       | Tom Brady, New England Patriots                  |
| NFL Defensive Player of the Year (Jogador Defensivo do Ano):      | Bob Sanders, Safety, Indianapolis Colts          |
| NFL Offensive Rookie of the Year (Novato Ofensivo do Ano):        | Adrian Peterson, Running back, Minnesota Vikings |
| NFL Defensive Rookie of the Year Award (Novato Defensivo do Ano): | Patrick Willis, Linebacker, San Francisco 49ers  |
| NFL Comeback Player of the Year:                                  | Greg Ellis, Dallas Cowboys                       |
| MVP do Super Bowl:                                                | Eli Manning, New York Giants                     |

Time All-Pro
| Ataque           | Ataque                                                       |
| ---------------- | ------------------------------------------------------------ |
| Quarterback      | Tom Brady, New England Brett Favre, Green Bay                |
| Running back     | LaDainian Tomlinson, San Diego Brian Westbrook, Philadelphia |
| Fullback         | Lorenzo Neal, San Diego                                      |
| Wide receiver    | Randy Moss, New England Terrell Owens, Dallas                |
| Tight end        | Jason Witten, Dallas                                         |
| Offensive tackle | Matt Light, New England Walter Jones, Seattle                |
| Offensive guard  | Steve Hutchinson, Minnesota Alan Faneca, Pittsburgh          |
| Center           | Jeff Saturday, Indianapolis                                  |

Outside linebacker||Mike Vrabel, New England
DeMarcus Ware, Dallas

| Defesa            | Defesa                                                  |
| ----------------- | ------------------------------------------------------- |
| Defensive end     | Patrick Kerney, Seattle Jared Allen, Kansas City        |
| Defensive tackle  | Albert Haynesworth, Tennessee Kevin Williams, Minnesota |
| Inside linebacker | Lofa Tatupu, Seattle Patrick Willis, San Francisco      |
| Cornerback        | Asante Samuel, New England Antonio Cromartie, San Diego |
| Safety            | Bob Sanders, Indianapolis Ed Reed, Baltimore            |

| Kicker        | Rob Bironas, Tennessee  |
| Punter        | Andy Lee, San Francisco |
| Kick returner | Devin Hester, Chicago   |